# Пежо тип 145
Пежо тип 145 (фр. Peugeot Type 145) је моторно возило произведено између 1913. и 1914. године од стране француског произвођача аутомобила Пежо у њиховој фабрици у Лилу. У том раздобљу је укупно произведено 135 јединица.
Возило покреће четвороцилиндрични четворотактни мотор који је постављен напред, а преко кардана је пренет погон на задње точкове. Његова максимална снага била је 18 КС и запремине 4.536 cm³.
Тип 145 је произведен у две варијанте 145 и 145 С са међуосовинским растојањм од 329,5 цм, дужина возила 450 цм, ширина возила 168 цм, а размак точкова 140 цм. Облик каросерије је спортски ауто и торпедо и има места за четири особе.